# حصار جينجي
حِصَارُ جِيْنجِيْ هو حصار ضربته القوَّات المغوليَّة الهنديَّة في أيلول (سبتمبر) 1690م على قلعة جينجي بعد غزوها من قِبل المراثيِّين وارتكابهم مذبحة بِحق ثلاثمائة من جُند العساكر المغوليَّة. قام السُّلطان أورنگزيب عالمكير بِتكليف ذو الفقار خان نُصرَت جُنگ بِقيادة الجُيوش المغوليَّة ونوابًا على كرناتيك وقد تمكَّن الجيش المغولي من اقتحام جينجي في 8 كانون الثَّاني (يناير) 1698م بعد حصارٍ دام ثماني سنوات، وهو أطول حصار في تاريخ دولة المغول الهنديَّة.